# Вирусен товар
Вирусен товар е числовото изражение на количеството вирус в даден обем телесни флуиди, например кръв, кръвна плазма, храчки. При вирусна инфекция, по-високият вирусен товар често корелира с по-тежкото протичане на заболяването.
Регулярният мониторинг на вирусния товар е необходим, за да се проследява и насочва терапията при хронични вирусни инфекции, както и за възпрепятстване развитието на опортюнистични инфекции при имунокомпрометирани пациенти, например такива с потисната имунна система заради трансплантиран орган или костен мозък. Рутинно тестване за вирусен товар е налично за: ХИВ вирусите, цитомегаловирус, вируса на хепатит B и вируса на хепатит C.